# Freisingi Ottó
Freisingi Ottó (latinul: Otto Frisingensis, németül: Otto von Freising), (Klosterneuburg, 1114. – Morimond-i apátság, 1158. szeptember 22.) latin nyelven író középkori német krónikás, a középkor egyik leghíresebb történetírója. a Freisingi Püspökség püspöke.

## Élete

### Családja és neveltetése
Bécs környékén született a Babenberg-házból származó III. Lipót, Ausztria palotagrófjának fiaként, feltételezhetően 1114-ben. Állítólag 17 testvére volt. Anyja Ágnes (IV. Henrik császár leánya) révén Ottó rokonságba került a Hohenstaufen-házzal is: a későbbi Barbarossa Frigyesnek volt a nagybátyja. 1129-ben Párizsban tanult, ahol nagy teológiai és filozófiai műveltségre tett szert. Széles baráti kör alakult ki körülötte, barátjává vált többek között Baumgartenbergi Frigyes, aki később Magyarországon való áthaladtában is elkísérte, majd pedig maga is püspök lett Magyarországon. Ottó számos ereklyét is vásárolt Párizsban, majd 1130-ban rövid időre hazatért, hogy az általa vásárolt ereklyéket eljuttassa Klosterneuburgba, az ottani kolostorba, amely Bécs későbbi fejlődésében kiemelkedő szerepet játszott. Klosterneuburg Albert magánegyháza (Eigenkirche) volt: ő volt a kegyura és neki volt joga a papot kinevezni – magát Ottót is ennek az egyháznak a prépostjául szánták. Ottó ez idő tájt már Welf-érzelmű volt, amit mutat, hogy nem látogatta meg a Staufen-rokonságba tartozó szüleit.
1133-ban Ottó elhagyta Párizst, majd Morimond-ban (ma Parnoy-en-Bassigny része) belépett a Ciszterci Rendbe, ahol hamarosan apáti rangra emelkedett. Azonban 1137-ben otthagyta a kolostorát és Freising püspöke lett. Itt – beszámolója szerint – züllött állapotokat talált, de hamarosan újjászervezte püspökségét: új építkezéseket kezdeményezett, a régi épületeket felújíttatta. Püspöki iskolát szervezett, ahol Arisztotelész műveit kezdték terjeszteni, illetve nyilvános vitákat is tartottak – német nyelvterületen elsőként itt tanították az arisztotelészi logikát. Freising azonban nem tudta kivonni magát a birodalmi pártharcok alól.

### A fresingi püspökség élén

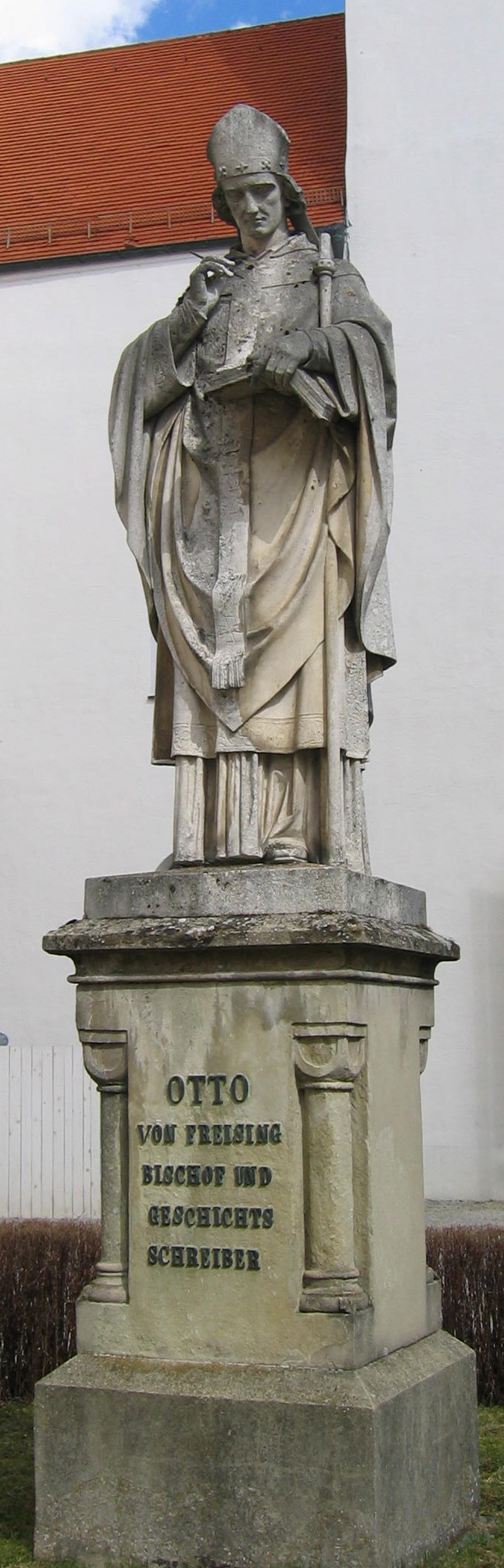
Freisingi Ottó szobra a freisingi katedrális előtt

1140-ben III. Konrád császár IV. Babenbergi Lipótnak adományozta Bajorországot, kiváltva ezzel Welf sváb herceg haragját. A fegyveres összetűzéssé fajuló viszályban Ottó Konrádhoz közeledett, hogy megmentse püspökségét, így például részt vett az 1140-ben tartott weilburgi gyűlésen is. Mindezek miatt 1141-ben a Welf által megszorongatott IV. Lipót hadai felperzselték Freisinget. Még ugyanebben az évben IV. Lipót meg is halt, III. Konrád pedig II. (Jasomirgott) Henriknek adományozta annak bajor birtokait. Ez újabb összecsapáshoz vezetett, mivel Welf herceg jelöltje a bajor trónra Oroszlán Henrik volt.
1143-ban előbb a Welf, majd II (Jasomirgott) Henrik prédálta föl a freisingi püspökséget, ráadásul Ottónak meggyűlt a baja Freising kegyurával, Wittelsbachi Ottóval is – Freisingi Ottó ekkor Konrádhoz folyamodott, hogy biztosítsa Freising védelmét. A császár 1143-ban Regensburgban biztosította is Freising szabadságjogait, amivel Ottó most Konrád salzburgi érsek haragját vívta ki, mivel Freising püspöksége korábban őalája tartozott. Ottó ekkortájt kezdte el írni egyik művét, a Chronikont.
1145-ben Ottó Itáliába ment, ismeretlen célból. A bresciai Arnold által Rómából elűzött III. Jenő pápa Viterbóban fogadta Ottót, aki ezt követően részt vett egy zsinaton, ahol találkozott az armeniai püspökkel, aki mesélt neki János pap országáról – így Freisingi Ottó lett az első a keresztény Nyugaton, aki említést tett írásában János papról. Arnold bukása után Ottó a pápával vonult be Rómába. 1146-ban újra Németországban volt, ahol időközben II. (Jasomirgott) Henrik összeveszett Henrik salzburgi érsekkel és az ezt követő összecsapásokban Freisinget ismét felperzselték. A feudális anarchiába süllyedt birodalomban végül Clairvaux-i Szent Bernát megjelenése és fellépése hozott átmeneti megnyugvást. Bernát azért érkezett németföldre, hogy kibékítse egymással a német hűbérurakat és ezek egyesült erejét felhasználva az időközben bajbajutott keresztesek segítségére siessenek.

### A keresztes háborúban
Edessza elestével a keresztesek reménytelen helyzetbe jutottak, ami miatt Bernát keresztes háborút hirdetett: tervének megnyerte VII. Lajos francia és III. Konrád német uralkodókat is. A keresztesek elvileg szárazon, a Bizánci birodalmon, illetve vízen, a szicíliai normannok segítségével juthattak el a Szentföldre. III. Konrád Mánuel bizánci császárhoz húzott, ezért a keresztesek nem fogadták el Roger normann uralkodó ajánlatát, hogy átviszi őket hajóval. A keresztesek 1147-ben – Ottó leírása megnevezése alapján – Pannónián, Thrácián és Bizáncon át jutottak el a Szentföldre.
Ottó nagy figyelmet fordított Magyarországra: már Chronikonjának magyarul is olvasható I. részében írt Orseolo Péter trónralépéséről és az azt követő német-magyar háborúskodásról is. Most is megörökítette benyomásait:
„Ezt az országot, melyet mindenfelől hegyek és erdők vesznek körül, régen Pannóniának hívták. Belsejében széles róna terül el, melyet számos folyó öntöz és vadakban bővelkedő erdőség borít. Természettől annyira kellemes és szép, földje annyira gazdag, hogy szinte Isten paradicsomához hasonlítható… A barbárok részéről sok betörésnek volt kitéve, nem csoda tehát, ha nyelvre, erkölcsre durva és ízetlen maradt. Mert először a hunok özönlötték el, kik Jordannes szerint boszorkányoktól és szabad személyektől származtak, aztán nyers és tisztátalan hússal táplálkozó avarok taposták el, végre a Scythiából kijövő magyaroknak lett birtokává, kik most is ott laknak. Ezek a magyarok rút arcúak, beesett szeműek, alacsony termetűek, barbár nyelvűek és erkölcsűek, úgyhogy bámulni az isteni türelmet, mely az ilyen nem is embereknek, hanem emberi szörnyetegeknek ily gyönyörű földet adott… Fejedelmüknek annyira engedelmeskednek, hogy még azt is bűnnek tartják, ha titkos susogással sértegetik, nemhogy nyílt ellenmondással keserítenék. Az ország hetven megyére van osztva… Ha a király háborúba indul, mindnyájan ellentmondás nélkül követik…”
A Közel-Keleten Ottó elbeszélése szerint a görögök hitszegése miatt a keresztesek utóvédjét a szaracénok lemészárolták a doryleumi úton. Ottó maga szerencsére az elővéddel indult meg, de az ő seregtestét is szétverték az arabok. 1148-ban az összekapart keresztes seregek Jeruzsálem alá vonultak, és egy Palma nevű helyen találkozott egymással a két uralkodó, akik azonban királyi dölyfük miatt nem tudtak megállapodni a hadjárat vezetéséről, ami miatt a keresztesek hazaindultak. Ottó Konráddal indult haza, azonban a Balkánon elváltak útjaik: Konrád Bizáncba ment, hogy tisztázza a császárral a történteket; Ottó pedig Freisingbe. Hazaérkezése után Ottó újra helyreállította a lerombolt épületeket, illetve rendet tett az egyházmegyéje egyházi viszonyaiban, majd 1149-ben együtt ünnepelte meg Konráddal Regensburgban annak szerencsés hazatértét.

### Élete alkonyán
Utalások vannak rá, hogy 1150-ben III. Konrád megbízásából Szicíliába ment, hogy a bizánciak és a franciák ellen megnyerje Roger normann királyt – eredménytelenül. 1151-ben egész évben Konrád mellett tartózkodott, aki ebben az évben meg is halt. Még ugyanebben az évben lépett trónra I. Frigyes császár. Az új uralkodó hamarosan rendet tett a birodalomban: kibékítette egymással a Welfeket és II. Henriket, majd a pápa megleckéztetése végett 1157-ben hadat vezetett Milánó ellen. Ezekben az években kérte el Ottótól a Chroniconját, ami elnyerte tetszését, emiatt felkérte Ottót, hogy írja meg az ő életrajzát is. Ottó ezt elvállalta, de teljesíteni már nem tudta, mert körülbelül negyvenöt éves korában, 1158-ban meghalt a morimondi (Haute-Marne) cisztercita kolostorban. Művét híve, Rahewin folytatta.

## Művei
Két műve maradt ránk: egyrészt a Chronikon, amit a "Dolgok változandóságáról" illetve a "Két államról szóló történet" néven is ismernek. Másrészt pedig a Frigyes császár viselt dolgairól szóló, 4 könyvből álló Gesta Friderici Imperatoris. Valószínűleg írt filozófiai és logikai tárgyú műveket is a freisingi püspöki iskola számára.
A Chronikont 1143 derekán kezdte írni, egy Isigrim nevű weisenstephani szerzetes számára, akit többször meg is szólít a mű folyamán. A világ eseményeinek során meséli el benne Ádámtól és Évától 1146 tavaszáig. 1156-ban Frigyes császár kérésére lemásoltatta, illetve Rahewinnek lediktálta, majd elküldte császári unokaöccsének ezt a művét. A Krónika gyorsan népszerű lett, számos példányban lemásolták, illetve folytatták is. A mű Szent Ágostonnak a két városról szóló művének a szellemében készült. Ottó az emberiség történelmét mint két szemben álló erő által formált folyamatot képzelte el. Az emberiség egyik csoportja az Isten országának, az "égi Jeruzsálemnek" a megteremtésére készül. A másik csoport ezzel szemben "a földi Babilon", a Sátán diktálta világi hívságoknak (pénz, hatalom) engedelmeskedik. A történelem e két állam, két város harca.
Míg a Chronikont Ottó "szíve keserűségéből írta", a Gestában azt hangoztatja, hogy a "szerencse a mosolygósabb felét fordította felé". A mű forrása maga a császár, aki egy levelében beszámol püspök nagybátyjának az 1152-57 között történtekről. Ottó igazi panégüristaként viselkedik: leszámítva az első könyvet alig tér el ettől a császári beszámolótól – amikor mégis megteszi, maga is mentegetőzik, olymódon, hogy az egyéb események is magának Frigyes alakjának a kidomborítására szolgálnak, aki meg is érdemli ezt a figyelmet, mivel vele köszöntött be a béke korszaka. Művét ő maga nem tudta befejezni, valószínűleg a második könyv befejezése előtt meghalt. A szöveget egy monumentális alkotásnak szánta, a nevéhez kapcsolt írás ezért érdekes szerkezetű: életrajznak nem életrajz, krónikának nem krónika. IV. Henrik uralkodásától kezdődik, de szerepet kap benne Pierre Abélard elítélése, illetve Clairvaux-i Szent Bernát mozgalma is. Az első könyvtől eltekintve a birodalmi eseményekről nem számol be, a szomszédos országokra még a szükséges mértékig sem tekint ki. Történetírói koncepciója szerint a historikus feladata a derék és jeles férfiak tetteit bemutatni és példának állítani, míg a gyávák cselekedeteit agyonhallgatni. Amit bemutat, azt igyekszik objektíven tenni: a Gesta I.10-ben kijelenti, hogy az eseményeket tárgyilagosan fogja bemutatni, ezért még a saját atyját sem illeti még a megengedhető dicsérettel sem. Hiányossága, hogy saját korának eseményeit sem ábrázolja olykor, például nem ismeri a wormsi konkordátumot. Műve – melyet császári utasításra Rahewin folytatott – mégis nagy hatást gyakorolt az utókorra, illetve a ma is élő Barbarossa-képre. A 13. században Otto von St. Blasien folytatta.

## Magyarul
- Freisingi Ottó Krónikája; ford. Gombos F. Albin, Irsik József, Vajda György; bev., jegyz. Gombos F. Albin; Athenaeum, Bp., 1912 Online: Freisingi Ottó krónikája
- I. Frigyes császár tettei; ford., bev., jegyz. Gombos F. Albin; Athenaeum, Bp., 1913 (Középkori krónikások) itt

## További információ
- Freisingi Ottó, a kritikus történetíró, www.geographic.hu